# Борачек Ніна Миколаївна
Ніна Миколаївна Борачек (1 вересня 1939, місто Москва, тепер Російська Федерація) — радянська діячка, генеральний директор Львівського виробничого швейно-торгового об'єднання «Маяк». Член Центральної контрольної комісії КПРС у 1990—1991 роках.

## Життєпис
З 1957 року — в'язальниця Львівської трикотажної фабрики № 3.
У 1965—1966 роках — майстер цеху Львівської фірми «Промінь».
У 1966 році закінчила трикотажний факультет Київського технологічного інституту легкої промисловості.
У 1966—1972 роках — майстер, інженер, старший інженер виробничого відділу Львівської фірми «Промінь».
Член КПРС з 1968 року.
У 1972—1981 роках — секретар партійного комітету (парткому) Львівської фірми (Львівського виробничого трикотажного об'єднання) «Промінь».
У 1981—1984 роках — головний інженер Львівського виробничого трикотажного об'єднання «Промінь».
У лютому 1984—1989 роках — генеральний директор Львівського виробничого швейного об'єднання «Маяк». У 1989—1993 роках — генеральний директор Львівського виробничого швейно-торгового об'єднання «Маяк». У 1993—2010 роках — директор — голова правління Відкритого акціонерного товариства «Маяк» у місті Львові.
Подальша доля невідома.

## Нагороди та відзнаки
- орден «Знак Пошани» (1986)
- дві медалі
- Подяка Прем'єр-міністра України (2004)
- Заслужений працівник промисловості України